# Ami Koshimizu
Ami Koshimizu (小清水亜美, Koshimizu Ami) é uma dubladora japonesa nascida em 15 de Fevereiro de 1986, na cidade de Kokubunji, Japão. Ela é afiliada à Production Baobab.

## Trabalhos

### Anime

#### 2003
- Ashita no Nadja (Nadja Applefield)
- Gunslinger Girl (Claes)

#### 2004
- Sweet Valerian (Kanoko)
- School Rumble (Tenma Tsukamoto)
- Daphne in the Brilliant Blue (Yukari Hanaoka)
- Futakoi (Sumireko Ichijō)
- Futari wa Pretty Cure (Natsuko Koshino)

#### 2005
- IGPX (Yuri Jin'no)
- Onegai My Melody (Miki Sakurazuka)
- Eureka Seven (Anemone)
- Futakoi Alternative (Sumireko Ichijō)
- Futari wa Pretty Cure Max Heart (Natsuko Koshino)
- Blood+ (Mao Jahana)
- Mai-Otome (Nina Wáng)
- LOVELESS (Ai Myōjin)

#### 2006
- Asatte no Houkou (Kotomi Shiozaki)
- Onegai My Melody ~Kuru Kuru Shuffle!~ (Miki Sakurazuka)
- Kamisama Kazoku (Tenko)
- Gift ~eternal rainbow~ (Yukari Kamishiro)
- Kujibiki Unbalance (Ritsuko Kübel Kettenkrad)
- Code Geass: Lelouch of the Rebellion (Kallen Stadtfeld)
- Simoun (Paraietta)
- School Rumble Ni Gakki (Tenma Tsukamoto)
- Death Note (Yuri)
- Muteki Kanban Musume (Megumi Kan'nazuki)
- LEMON ANGEL PROJECT (Saya Yūki)

#### 2007
- iDOLM@STER XENOGLOSSIA (Yayoi Takatsuki)
- Onegai My Melody Sukkiri♪ (Miki Sakurazuka)
- Kishin Taisen Gigantic Formula (Evita Lambert)
- KimiKiss pure rouge (Yūmi Hoshino)
- Genshiken 2 (Ritsuko Kübel Kettenkrad)
- Sketchbook ～full color's～ (Asaka Kamiya)
- sola (Sae Sakura)
- Heroic Age (Yuti Ra)
- Myself ; Yourself (Nanaka Yatsushiro)

#### 2008
- H2O -FOOTPRINTS IN THE SAND- (Takuma Hirose)
- Spice and Wolf (Holo)
- Code Geass Lelouch of The Rebellion R2 (Kallen Stadtfeld)
- Strike Witches (Charlotte E. Yeager)
- S・A ～Special A～ (Chitose Saiga, Yahiro Saiga (criança))
- Hidamari Sketch × 365 (Misato)
- Macademi Wasshoi! (Takuto Hasegawa)

#### 2009
- Umineko no Naku Koro ni (Rosa Ushiromiya)
- Spice and Wolf II (Holo)
- Koukaku no  Regios (Shante Raite)
- Saki (Nodoka Haramura)
- Sora no Manimani (Fumie Kotozuka)
- Sora wo Kakeru Shōjo (Mintao)
- Tegami Bachi (Aria Link)
- Phantom 〜Requiem for the Phantom〜 (Mio Fujieda)

#### 2010
- Omamori Himari (Himari)
- Psychic Detective Yakumo (Nao Saitō)
- STAR DRIVER: Kagayaki no Takuto (Keito Nichi)
- Sketch Witches 2 (Charlotte E. Yeager)
- Tegami Bachi REVERSE (Aria Link)
- Hidamari Sketch ×☆☆☆ (Misato)
- Hyakka Ryōran Samurai Girls (Charles d'Artanian)
- Ladies × Butlers! (Sanae Shikikagami)

#### 2011
- Kami nomi zo Shiru Sekai II (Kasuga Kusunoki)[1]
- Suite PreCure♪ (Cure Melody)
- Dog Days (Leonmitchelli Galette des Rois)
- Freezing (Ingrid Bernstein)[2]
- Rio: RainbowGate! (Irina)
- Nyanpire The Animation (Nyanpire)
- Dantalian no Shoka (Flamberge)
- Kyōkai Senjō no Horizon (Tomo Asama)[3]
- Persona 4 (Yukiko Amagi)[4]

#### 2013
- Kill la Kill (Ryuko Matoi)

#### 2014
- Sailor Moon Crystal (Makoto Kino/Sailor Jupiter)

### OVA
- AIKa R-16: Virgin Mission (Aika Sumeragi)
- School Rumble San Gakki (Tenma Tsukamoto)
- Zettai Shōgeki ～PLATONIC HEART～ (Emi Daimonji)
- Murder Princess (Milano Entolasia)

### Jogos
- Hexyz Force (Cecillia Armaclite)
- Elvandia Story (Emelia)
- Lucky☆Star Moe Drill (Kagami Hiiragi)
- Suzumiya Haruhi no Heiretsu (Mikoto Misumaru)
- The King of Fighters (Mai Shiranui) (desde The King of Fighters XII)
- Bloodstained: Ritual of The Night (Miriam)
- Tales Of Berseria (Eleanor)